# Estrada de Ferro Centro-Oeste da Bahia
A Estrada de Ferro Centro-Oeste da Bahia (EFCOB) foi uma ferrovia que inicialmente pertenceu ao Estado da Bahia e conectou a Estação de Água Comprida, Simões Filho, a Estação de Buranhém, região de São Sebastião do Passé, via Estação de Candeias no recôncavo baiano.

## Histórico
A proposta do Governo da Bahia era construir uma ferrovia que conectasse a cidade de São Sebastião do Passé com a de  Santo Amaro via estação de Jacuípe da Estrada de Ferro de Santo Amaro. Tal empreendimento foi objeto de um contrato celebrado em 1 de julho de 1891, entre João José Vaz, Americo de Freitas, Pedro Jayme David, Joaquim dos Santos Correia e o Governador da Bahia José Gonçalves da Silva. Foi apreciado na Assembleia Legislativa da Bahia, na sessão ordinária de 21 de maio de 1894, o projeto n.º 4, de 17 de maio de 1894, enviado pelo Senado da Bahia autorizando o Governo do Estado a alterar o contrato celebrado para a construção da estrada Passé a Jacuhype, do modo seguinte: "1.º Mudança do ponto de partida de Passé para a estação de Agua Cumprida, na Bahia and S. Francisco Railway, o terminal de Jacuhype para a cidade da Feira de Sant'Anna.".
Na sessão ordinária de 31 de julho de 1895, da Camara dos Senhores Deputados do Estado Federado da Bahia foi comunicado "ter sido sanccionada, a 27 de julho, a lei remettida pelo senado, sob n. 89, autorisando o contrato celebrado para a construção da estrada de ferro Passé a Jacuhype.". Na mensagem de 7 de abril de 1897, apresentada a Assembléa Geral Legislativa do Estado da Bahia o Governador Luís Viana afirmou "finalmente o contracto celebrado com Bahiana & C. para a construção de uma estrada de ferro de Agua Comprida á Feira de Sant'Anna, é o unico em via de execução, tendo começado os trabalhos em 1º de Dezembro do anno passado."
Entrando em liquidação a Companhia Estrada de Ferro Centro Oeste da Bahia, por não poder dar cumprimento ao contrato de 29 de outubro de 1898, foi o Governo autorizado pela Lei n.º 526 de 03 de Setembro de 1903, a inovar o referido contrato no intuito de ser levada a efeito a construção da mesma. Usando dessa autorização, fez o Governo novo contrato, em 29 de dezembro de 1903, com a companhia representada pelos liquidantes Elisiario da Silveira Andrade e João Rodrigues Pimenta Cunha, devidamente habilitados por mandato da assembleia geral dos acionistas, reunida em 10 de janeiro de 1903, sendo o mesmo aprovado por Decreto n.º 210 de 16 de janeiro de 1904.
Na  mensagem de abertura da 1ª sessão ordinária de 1905, da  Assembléa Geral Legislativa do Estado da Bahia o Governador José Marcelino de Sousa proferiu "o antigo traçado de Agua Comprida a Feira de Sant'Anna; atravessando a Estrada de Ferro de Santo Amaro na estação de Jacuipe, foi modificada pela clausula 1ª do contracto, em que ficou estabelecido o seguinte: partindo do kilometro 28 da Estrada de Ferro da Bahia ao S. Francisco, em Agua Comprida, a estrada irá terminar no kilometro 14, ou outro ponto que se mostrar mais conveniente, do ramal da Feira de Sant'Anna, da Estrada de Ferro Central da Bahia, nas proximidades da estação da Conceição. A partir da estação de Candeias até onde já se acha construida, tomará a estrada a direcção mais accorde com as necessidades da zona até, encontrar a Estrada de Ferro de Santo Amaro, da qual utilizará o trecho que fôr julgado necessário, a vista dos estudos; em seguida ganhará a direcção geral de Conceição até entroncar com o ramal da Estrada de Ferro Central da Bahia, no ponto que determinarem maiores vantagens technicas e economicas.".
A primeira seção foi inaugurada em 30 de dezembro de 1900, de Água Comprida a  Candeias com a extensão de 28 quilômetros, e teve o tráfego suspenso em 1902, por não possuir a Companhia recursos para o custeio. A má conservação e o traçado inadequado a levaram a ruína, tendo sido necessário investir 121:034$008 para o restabelecimento do tráfego em 15 de setembro de 1904. Em 1906, na mensagem de abertura apresentada na segunda sessão ordinária da oitava legislatura da  Assembléa Geral Legislativa do Estado da Bahia o Governador José Marcelino de Sousa recitou "apresentados nos prasos estabelecidos na clausula 9.ª do contracto em vigor os estudos definitivos da 3.ª secção com extensão de 44Km 700ms, comprehendida em S. Amaro e o entroncamento como ramal da Feira, entre as estações de Conceição e Pinheiro, da Estrada de ferro Central da Bahia, foram estes approvados por portaria de 16 de Setembro do anno passado, tendo logar logo após, no dia 20 do mesmo mez, a inauguração dos trabalhos de preparação do leito da 2.ª secção, a qual, partindo da estação de Candeias com direcção N. O., desenvolve-se na extensão de 24k 638ms, atravessando os engenhos Pitanga, S. Gonçalo, Pindoba, Cinco Rios, Quibaca, Pouco-Ponto, Bomfim, Lagoa e Buranhen, vae entroncar-se no klometro 11k 231,50ms da Estrada de ferro de S. Amaro, da qual se utilisa até a cidade que lhe dá o nome, onde será construida uma estação de 1.ª classe."
Em virtude da obrigação imposta pelo contrato de 29 de dezembro de 1903, e aprovado por Decreto n.º 210 de 16 de janeiro de 1904, foi depois de uma prorrogação do prazo, inaugurado no dia 26 de maio de 1907, o segundo trecho desta estrada, compreendido entre Candeias e a Estrada de Ferro de Santo Amaro, com extensão de 24,560 quilômetros. O Governador João Ferreira de Araújo Pinho arrenda, com aprovação do Legislativo Estadual, a Estrada de Ferro Centro-Oeste da Bahia para a Companhia Viação Geral da Bahia. Na mensagem apresentada em 1910, para Assembléa Geral Legislativa da Bahia o Governador Araújo Pinho recitou "a Estrada de Ferro Centro Oeste, fazendo parte das estradas arrendadas á Companhia Viação geral da Bahia, participou igualmente da gréve que determinou por mais de um mez a paralysação do trafego das estradas federaes, causando enormes prejuizos ao Commercio". Segundo Rogério de Fátima dos Santos tal ano foi marcado por "três grandes greves entre 14-17 de outubro, 3-17 de novembro e entre 27 de novembro a 17 de dezembro envolvendo como negociadores: ferroviários, patronato, Associação Comercial da Bahia, o advogado Cosme de Farias, o Cônego José Alfredo de Araújo, o governador Araújo Pinho e autoridades federais".
Na mensagem apresentada em 1912, para a Assembléa Geral Legislativa da Bahia o Governador José Joaquim Seabra recitou "a revisão do contracto de 31 de Outubro de 1910 foi approvada pelo decreto n.º 6848 de 31 de Março de 1911 e a 15 de abril do mesmo anno celebrava eu, por parte do Governo Federal, com o sr. Barão Amedée Reill, representante da Companhia Viação Geral da Bahia, o respectivo contracto. No accordo feito, foi este o plano admititido para a definitiva organisação da rede ferro-viaria desde Estado: 3.º A construcção immediata das seguintes ligações, ramaes e prolongamentos, tambem mediante orçamentos approvados pelo governo: I. Ligação do ramal da Feira de Sant'Anna, da estação da Conceição ou outro ponto mais conveniente, com a Estrada da Centro Oeste, a estação de Buranhem, servindo á zona assucareira de Iguape. 5.º A acquisição pela companhia das estradas estaduaes de Centro-Oeste e Nazareth as condições seguintes: I. Quanto á Centro-Oeste: a acquisição deverá ser feita dentro de um prazo de seis mezes, depois da assignatura do presente contracto, segundo as condições que deverão ser approvadas pelo Governo Federal. Não sendo possivel estabelecer, dentro do prazo indicado, um accordo com o Governo do Estado da Bahia, co a devida approvação do Governo Federal, a ligação do daFeira de Sant'Anna, co a Estrada da Bahia ao S. Francisco, pela Centro-Oeste, será supprimida sendo substituida por outra ligando directamete o ramal da Feira de Sant'Anna á Estrada da Bahia ao S. Fracisco no ponto mais conveniente. III. Após a acquisição as Estradas de Centro-Oeste e de Nazareth ficarão incorpradas ipso facto, á rêde arrendada á companhia pelo Governo Federal, e as reparações d'essas linhas serão incluidas nos trabalhos no § 2.º dessa clausula.".
O tráfego da estrada continuou a ser realizado com irregularidades, os quais só cessaram quando incorporada a rede federal. Para a aquisição da Centro-Oeste, de acordo com inciso I, do parágrafo 5, do contrato aprovado pelo Decreto n.º 8.648, de 31 de março de 1911, foi o Governo do Estado procurado pelo representante do diretor presidente da Companhia Viação Geral da Bahia, para tratar do assunto, e nas reuniões havidas, ficou acordado o Estado da Bahia ceder os direitos que tem sobre a Centro-Oeste, de conformidade com as condições estabelecidas no ofício do Secretário do Estado sob n.º 634, de 7 de agosto de 1911, de redação: "« N. 634 — Secretaria do Estado da Bahia, em 7 de Agosto de 1911 — Illm. Sr. Barão Amedié Raille, representante do director Presidente da Companhia Viação Geral da Bahia: — Accusando o recebimento do vosso officio sob n. 236 de 31 de Julho de 1911, dirigido ao Exm. Sr. Dr. Governador, cumpre-me communicar-vos que, de conformidade com o que ficou accordado na conferencia, que tiveste com S. Exa., na qualidade de representante do Director Presidente da Companhia Viação Geral da Bahia, o Estado da Bahia cederá por mil e tresentos contos de réis (1.300:000$000) em moeda corrente, todos os direitos que tem sobre a Estrada de Ferro Centro Oeste da Bahia a esta Companhia, para ser a mesma Estrada incorporada á rede ferro-viaria Federal, de que é contractante. Outrosim, fica estabelecido que se o Governo Federal conceder preço superior a dois mil contos de réis (2.000:000$000) pela encampação da referida Estrada, a Companhia Viação Geral da Bahia obriga-se a distribuir o excedente de dois mil contos de réis (2.000:000$000) entre o Estado da Bahia e a Companhia Centro Oeste, na proproção das quantias de mil e tresentos contos de réis para o Estado e setecentos contos de réis para a Companhia Estrada de Ferro Centro Oeste. — Apresento-vos os meus protestos de consideração. — O Secretario do Estado. — (Assignado) José C. Junqueira Ayres de Almeida.»".
Segundo José Joaquim Seabra "essa encampação não foi, ainda, realisada pelo Governo Federal, e não pode ser causa da demora o preço da operação, visto que o Estado empenhou nesse negocio nada menos, até 31 de Dezembro de 1911, de 3.135:867$348". Por Decreto nº 8.939, de 30 de Agosto de 1911, o Governo Federal concedeu "autorização á Compagnie des Chemins de Fer Fédéraux de l'Est Brésilien para funccionar na Republica". Por Decreto nº 9.029, de 11 de Outubro de 1911, o Governo Federal transferiu para a "Compagnie des Chemins de Fer Fédéraux de I'Est Brésilien o contracto celebrado com a Companhia Viação Geral da Bahia, por decreto n. 6.848, de 31 de março de 1911". Por Decreto nº 9.122, de 16 de Novembro de 1911, ficou prorrogado "até 31 de dezembro de 1911 o prazo a que se refere o n. 5,1 da clausula I do contracto approvado pelo decreto n. 8.648, de 31 de março do mesmo anno, afim de que a Companhia Viação Geral da Bahia faça a acquisição da estrada de ferro Centro Oeste, de que trata a referida clausula".
Por Decreto nº 10.097, de 26 de Fevereiro de 1913 o Governo Federal incorpora a "Estrada de Ferro Centro-Oeste da Bahia, com a extensão de 53 kilometros, á rêde de viação ferrea federal do Estado da Bahia, arrendada á « Compagnie de Chemins de Fer Fédéraux de l'Est Brésilien », de accôrdo com as clausulas do contracto lavrado com a mesma companhia a 15 de abril de 1911, em virtude do decreto n. 8.648, de 31 de março de 1911, realizando o respectivo prolongamento do ponto mais conveniente até o ramal da Feira de Sant'Anna, na Estação de Conceição ou outro ponto nesse ramal, a juizo do Governo" e "para os effeitos dessa incorporação, o Governo encampará, não despendendo quantia superior a dous mil contos de réis, a referida estrada que, após vistoria e avaliação, será recebida pela Inspectoria Federal das Estradas, que fará, por sua vez, entrega á « Compagnie de Chemins de Fer Fédéraux de l'Est Brésilien », mediante o devido termo", por fim, a "transferencia para o dominio da União será feita estando a referida estrada livre e desembaraçada de quaesquer onus e em plena propriedade".
Por Decreto nº 3.337, de 5 de Setembro de 1917, fica "o Presidente da Republica autorizado a tornar effectiva a encampação da Estrada de Ferro Centro Oeste da Bahia, de accôrdo com o decreto n. 10.097, de 26 de fevereiro de 1913, abrindo pelo Ministerio da Viação o credito respectivo para o pagamento devido á mesma encampação, accrescido da importancia correspondente ao «deficit» oriundo do accôrdo realizado entre á Compagnie des Chemins de Fer Fédéraux de l'Est Brésilien e o referido Estado, de modo que não exceda o dito credito de 2.500:000$, e de conformidade com o decreto n. 11.694, de 28 de agosto de 1915". Por Decreto nº 12.765, de 19 de Dezembro de 1917, o "Presidente da Republica dos Estados Unidos do Brasil, usando da autorização constante do decreto legislativo n. 3.337, de 5 de setembro do corrente anno, resolve abrir ao Ministerio da Viação e Obras Publicas, nos termos do decreto n. 11.694, de 28 de agosto de 1915, o credito de 2.500:000$, em apolices, para occorrer á despeza proveniente da encampação da Estrada de Ferro Centro-Oeste da Bahia".
Por Decreto nº 12.764, de 19 de Dezembro de 1917, foi autorizado "o contracto com a companhia arrendataria da rêde de viação ferrea federal da Bahia para a incorporação nesta da Estrada de Ferro Centro Oeste da Bahia e a construcção de seu prolongamento até encontrar com o ramal da Feira de Sant'Anna". Por Decreto nº 13.140, de 16 de Agosto de 1918, "ficam approvados, para a construcção da linha ferrea de Buranhem a Conçeição da Feira (ligação da Estrada de Ferro Centro Oeste á Central da Bahia), com a extensão de 54k,512, a revisão dos estudos definitivos e o orçamento, rectificado pela Inspectoria Federal das Estradas, na importancia de 3.240:878$408, conforme os documentos que com este baixam, rubricados pelo director geral de Viação, ficando, porém, a dita companhia obrigada a apresentar projecto mais completo para a consolidação do leito da estrada no trecho entre os kilometros 25.790 e 28.840". Por Decreto nº 24.321, de 1º de Junho de 1934 e "Considerando que sob o regime do arrendamento da Rede de Viação Federal da Baía, Sergipe e Norte de Minas" é declarada "a rescisão do contrato autorizado pelo decreto n.º 14.068, de 19 de fevereiro de 1920 e celebrado em 3 de abril do mesmo ano com a Companhia Ferroviária Este Brasileiro". Em 1935, por autorização do Presidente Getúlio Vargas, a Companhia Ferroviária Este Brasileiro muda o nome para Viação Férrea Federal Leste Brasileiro S/A (VFFLB).   